# Juan Ruiz Casaux
Juan Antonio Ruiz-Casaux y López de Carvajal, V. marqués de Atalaya Bermeja, conegut habitualment com a Juan Ruiz Casaux (San Fernando, Cadis, (Andalusia), 23 de desembre, 1889 - Madrid (Castella), 16 de gener,e 1972), va ser un destacat violoncel·lista i professor espanyol. Juntament amb Pablo Casals i Gaspar Cassadó, va ser membre de les "Tres C" del violoncel espanyol.
Primers anys
Juan Ruiz Casaux va néixer a  el 1889. El seu pare era Juan Antonio Ruiz y López de Carvajal, almirall i matemàtic, i la tradició familiar era que els homes rebessin formació naval. Després de començar aquest camí, el va abandonar aviat el 1904 quan es va presentar a un concurs de música a Cadis en què un dels jutges era Manuel de Falla. Anteriorment havia rebut classes amb Salvador Viniegra, pintor, mecenes d'art i violoncel·lista de considerable habilitat, tot i que aficionat. Després d'assolir i superar el nivell de Viniega, va ingressar al Conservatori Reial de Madrid per estudiar amb Víctor Mirecki Larramat (que més tard es convertiria en el seu sogre). Va tenir un gran èxit, va guanyar diversos premis, i va optar per continuar els seus estudis a París amb André Hekking.
Es va traslladar a Lisboa, Portugal, a l'inici de la Primera Guerra Mundial, on va oferir molts concerts amb l'Orquestra Simfònica de Lisboa sota la direcció de Pedro Blanch. També va oferir molts concerts de música de cambra amb artistes com José Cubiles (violoncel), Enrique Fernández Arbós (violí), i José Vianna da Motta, Ricardo Viñes i Fernández Ortiz (piano).
El 1915 va ser el solista de la primera representació a Espanya del Quixot de Richard Strauss, sota la direcció de Fernández Arbós (i el 1925 va interpretar la mateixa obra sota la direcció del compositor).
Retorn a Madrid